# Billy Budd (film)
Billy Budd (Billy Budd) è un film del 1962 diretto da Peter Ustinov, basato sull’omonimo romanzo di Herman Melville.